# 邦克林鼠
邦氏林鼠（学名：Neotoma bryanti bunkeri）是墨西哥的科罗纳多岛特有及灭绝的布氏林鼠的一个亚种。对它们的栖息地与习性均未知。
现时仅有5个邦氏林鼠的标本，均保存于加州大学洛杉矶分校的博物馆内。最后一次见到它们是于1931年，食物缺乏和外来野猫的过度捕食导致了它们的灭绝。